# Pinus rhaetica
Pinus rhaetica är en tallväxtart som beskrevs av Christian Georg Brügger. Pinus rhaetica ingår i släktet tallar, och familjen tallväxter. Inga underarter finns listade i Catalogue of Life.